# 360 до н. е.

## Події
- Єгипет: скинуто фараона Тахоса з XXX династії.